# 印度人口政策
印度人口政策的长期目标是使印度人口稳定在与经济和社会的可持续发展相适应的水平。为此，印度政府设立了国家人口委员会（National Commission on Population）。与中国的计划生育不同，印度的人口政策以自愿为前提，奖励符合政策的夫妇。
由于印度中央政府对各地区管理力度较小，事实上只有马哈拉施特拉邦，拉贾斯坦邦，中央邦，安德拉邦4个省（印度实际占有包括藏南地区在内28个邦，6个联邦属地，1个首都）施行有自己的人口政策。
印度的人口计划是在1952年开始提出的，这使印度成为世界上最早将计划生育作为国家计划的国家。计划的目的是“使人口稳定在与国民经济相符的水平”。随着医疗卫生的发展，印度死亡率急剧下降，但出生率下降幅度不如死亡率大，人口高速增长。
据估计，印度2015年已有近13亿人口，占世界人口的17.5%，但印度的面积仅占全球面积的2.4%。从1951年至今，印度人口从3.6亿剧增到13亿，增加了近4倍。依照目前趋势，印度将会在2024年超过中国成为世界人口最多的国家。

## 历史沿革
- 1952年提出人口计划。
- 1976年印度修改了宪法，英迪拉·甘地总理开始进行强制性的人口控制，绝育人数从1974-1975年度的130万升至1976-1977年度的810万。
- 1977年1月提前举行的大选中，英迪拉·甘地因政见及推行强制性的人口控制计划而败选。印度人民党当选后实行了以自愿和政策鼓励为导向的家庭幸福工程。1975年的35.2‰人口增长率下降到1977年的33.0‰的出生率，又开始回升到33.3‰。
- 1980年，英迪拉·甘地重获权力，但是国大对人口控制相关无实际行动。
- 1981年普查表明，印度人口继续以2.2%的速度增长。国大党随后宣布了健康政策并提出了新的人口政策。
- 1991年人口普查表明，印度人口持续增长势头。
- 2000年，印度总理瓦杰帕伊提出人口政策2000及推动设立全国人口委员会。
- 根据2001年和2011年人口普查，印度会在2025年超过中国成为世界第一人口大国。

## 人口普查和男女失衡
约两百万人口普查官员于2001年2月28日完成了三周的人口普查，他们约在5千多个城镇和60多万个村庄中访问每户家庭。而当时1月发生于印度北部古吉拉特邦发生的大地震使当地部分人口普查工作停滞。官方将提高普查工作中的计算机使用率，并保证相关数据有98%的准确率。
1991年的普查数据表示，印度人口男女比为1000：927，BBC报导“对女孩照顾不周、堕女胎及杀害女婴等因素促成了男女比例失调”。而在2000年的世界人口日（7月11日），联合国人口基金也发表了报告批评印度的男女人口失衡，报告指出了印度对国内存在的女性胎儿堕胎和杀害女婴的问题处理上似乎根本“不在意”，而这些问题正使印度的男女比例严重失衡。 

## 相应措施
印度总理瓦杰帕伊星期六（2000年7月22日）主持印度新成立的全国人口委员会的首次会议时也宣布成立行动论坛，针对人口迅速膨胀的主要五个北部邦制定控制人口计划。 印度新的全国人口委员会由一百多名成员组成，他们包括政府官员、非政府组织代表、家庭计划专家和医疗专家。

### 公众支持
大力推行小家庭范本，以个人为例，通过政治、社会、商业、行业、和宗教领袖以及影视体育明星、舆论制造者，将提高全社会的接受程度，而政府则要积极争取有影响力的他们有具体行动的支持。

### 新构架

#### 国家层面
国家人口委员会（National Commission on Population）由总理主持，各个邦或联邦属地的首席部长，家庭福利部（Department of Family Welfare）部长和其他相关部门的中央部委，例如妇女和儿童发展部（Department  of Woman and Child Development），教育部，社会保障部（Department of Social Justice and Empowerment）的人力资源开发，农村发展部，环境和森林 部，和其他必要的，著名人口学家，公共卫生专家及非政府组织作为委员会成员。该委员会将负责监查政策地执行，而委员会秘书处将由家庭福利部组建。

#### 省级层面
各个邦和联邦属地都可能考虑组建自己的人口委员会。委员会应由首席部长主持，其他事宜应类同国家人口委员会，如同样监查人口计划的执行情况。

#### 人口计划委员会协调小组
计划委员将会有一个对各部门间的协调以加强效率的协调小组，尤其是在邦或联邦属地需要特别注意人口统计和人类发展中不利的指标。  

#### 家庭福利部技术特派团
为了提高工作能力，尤其需要是那些在目前人口统计指标低于平均水平的省，家庭福利部的技术特派团（Technology Mission）将建立起能提供关于生育，儿童健康以及信息教育交流（IEC，Information, education and communication ）活动项目方案的设计监测的技术支持。

#### 全国人口稳定基金会
印度政府2003年2月正式建立了全国人口稳定基金会，由总理瓦杰帕伊亲自担任基金会主席。该基金会由来自政府、工业界、非政府组织以及社会团体代表组成，从慈善机构、民间组织等各个渠道筹集资金，目前总金额已达10亿多卢比(约合2130万美元)，将为印度各邦控制人口增长、降低生育率、推广避孕措施以及保障妇女儿童的医疗健康提供财政援助。

## 印度人口数据对比
根据2000年的印度人口政策报告，对比印度1951年和1999年的相关数据：
1. 粗出生率（crude birth rate）由1951年的40.8降低为1998年的26.4。
2. 婴儿死亡率由1951年的146每1000名活产婴儿降低至1998年的7每1000名活产婴儿。
3. 夫妇保护率（couple protection rate）由1971年的10.4%提高至1999年的44%。
4. 减少粗死亡率（crude death rate）从1999年的25降低至1999年的9.0。
5. 人均寿命从37岁延长到62岁。